# Live (Band)

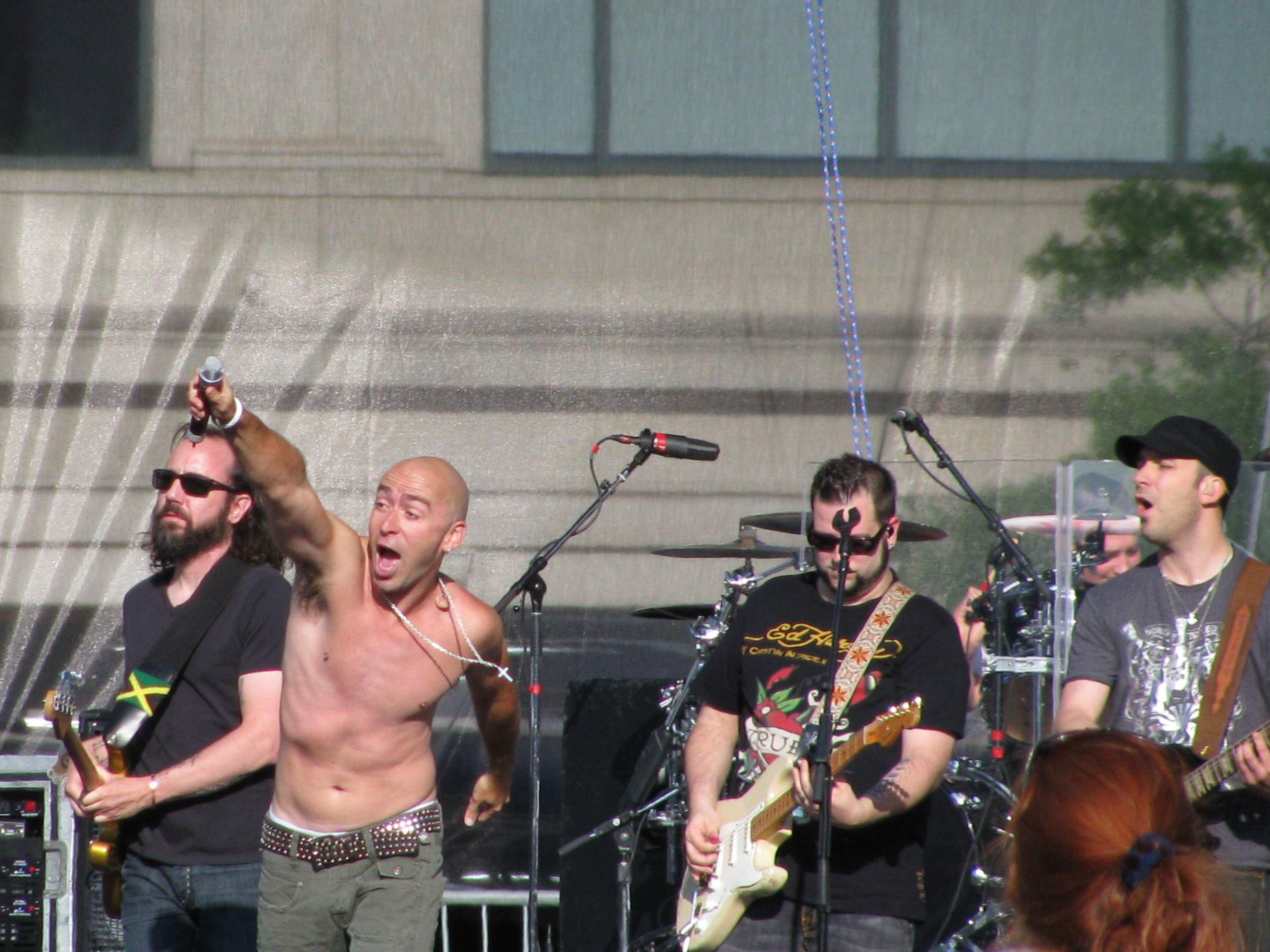
Live bei einem Auftritt (2008)

Live ist eine US-amerikanische Rockband aus York in Pennsylvania. Die Gruppe erlangte in den 1990er Jahren internationale Bekanntheit und verkaufte über 22 Millionen Alben weltweit.

## Mitglieder
Gründungsmitglieder von Live sind Ed Kowalczyk (Gesang und Gitarre), Chad Taylor (Gitarre), Patrick Dahlheimer (Bass) und Chad Gracey (Schlagzeug). Zwischen März 2012 und Dezember 2016 übernahm Chris Shinn den Part von Leadsänger Ed Kowalczyk. Am 12. Dezember 2016 gab die Band auf ihrer Website die Wiedervereinigung mit Kowalczyk bekannt.
Im Juni 2022 erklärte Kowalczyk, er halte die Rechte am Bandnamen; die übrigen drei Musiker wurden von ihm entlassen. Kowalczyk kündigte an, sie zu ersetzen und weiter als Live aufzutreten.

## Bandgeschichte
Der ursprüngliche Name der in den frühen 1980er Jahren gegründeten Band war First Aid. Es folgten mehrere Namensänderungen, darunter Public Affection. Unter diesem Namen veröffentlichte die Band 1989 das Album The Death of a Dictionary.
Nach einer Reihe von missglückten Versuchen, im Musikgeschäft Fuß zu fassen, verpflichteten Live 1990 Jerry Harrison von den Talking Heads, um das Album Mental Jewelry zu produzieren. Dieses Album basiert auf den Texten des indischen Philosophen Jiddu Krishnamurti. Mit Mental Jewelry gelang es Live, eine Fangemeinde zu erobern.
1994 erschien das Album Throwing Copper, das vor allem in den USA vom Erfolg der Singles Selling the Drama, I Alone und Lightning Crashes profitierte. Anschließend brachten Live fünf weitere Alben heraus, die kommerziell jedoch nicht an den Erfolg von Throwing Copper anknüpfen konnten und ein gespaltenes Echo bei der Kritik hervorriefen. Vor allem Secret Samadhi, der 1997 erschienene Nachfolger zu Throwing Copper, bot nach Ansicht vieler Kritiker überproduziertes, überwiegend schwaches Songmaterial, erreichte allerdings nochmals die Spitze der US-Charts. Danach wurden Live in Europa nur noch wenig wahrgenommen, tourten aber weiterhin mit beachtlichem Erfolg durch die USA. 2004 veröffentlichten sie ihr Greatest-Hits-Album Awake, das neben einigen alternativen Aufnahmen und einem zuvor unveröffentlichten Song aus der Zeit um das Album Throwing Copper auch eine Cover-Version des Liedes I Walk the Line von Johnny Cash enthält.
Ende 2009 gab die Band ihre Trennung bekannt. Ed Kowalczyk versuchte sich in der Folgezeit als Solokünstler. Die restlichen Bandmitglieder gründeten zusammen mit Candlebox-Sänger Kevin Martin zunächst die Band The Gracious Few.
Im Juni 2011 äußerte Chad Taylor in einem Zeitungsinterview, dass er zusammen mit Chad Gracey und Patrick Dahlheimer die Gruppe ohne Kowalczyk wieder aufleben lassen wolle. Kowalczyk habe verlautbart, an keiner erneuten Zusammenarbeit mit den dreien interessiert zu sein. Im März 2012 präsentierten Live ihren neuen Sänger Chris Shinn, mit dem sie im Oktober 2014 das Album The Turn herausbrachten.
Am 12. Dezember 2016 gab die Band bekannt, dass Ed Kowalczyk zu Live zurückkehre. Seit 2017 gingen die Originalmitglieder auch wieder gemeinsam auf Tour. Im August 2018 veröffentlichte die Gruppe mit Love Lounge und Be a Giver, Man zwei neue Songs, im Oktober des gleichen Jahres erschien die EP Local 717. 2022 verließen drei der vier Mitglieder die Band, und Kowalczyk ersetzte sie durch andere Musiker.

## Diskografie

### Studioalben
| Jahr | Titel                     | Höchstplatzierung, Gesamtwochen, AuszeichnungChartplatzierungen (Jahr, Titel, Platzierungen, Wochen, Auszeichnungen, Anmerkungen) | Höchstplatzierung, Gesamtwochen, AuszeichnungChartplatzierungen (Jahr, Titel, Platzierungen, Wochen, Auszeichnungen, Anmerkungen) | Höchstplatzierung, Gesamtwochen, AuszeichnungChartplatzierungen (Jahr, Titel, Platzierungen, Wochen, Auszeichnungen, Anmerkungen) | Höchstplatzierung, Gesamtwochen, AuszeichnungChartplatzierungen (Jahr, Titel, Platzierungen, Wochen, Auszeichnungen, Anmerkungen) | Höchstplatzierung, Gesamtwochen, AuszeichnungChartplatzierungen (Jahr, Titel, Platzierungen, Wochen, Auszeichnungen, Anmerkungen) | Anmerkungen                                                   |
| Jahr | Titel                     | DE | AT | CH | UK | US | Anmerkungen                                                   |
| ---- | ------------------------- | --- | --- | --- | --- | --- | ------------------------------------------------------------- |
| 1989 | The Death of a Dictionary | — | — | — | — | — | Erstveröffentlichung: 17. August 1989                         |
| 1991 | Mental Jewelry            | — | — | — | — | US73 Platin · (24 Wo.)US | Erstveröffentlichung: 31. Dezember 1991 Verkäufe: + 1.090.000 |
| 1994 | Throwing Copper           | DE28 (26 Wo.)DE | AT11 (16 Wo.)AT | — | UK37 Gold · (11 Wo.)UK | US1 ×8Achtfachplatin · (121 Wo.)US                                                                                                | Erstveröffentlichung: 26. April 1994 Verkäufe: + 8.730.000    |
| 1997 | Secret Samadhi            | DE23 (9 Wo.)DE | AT10 (13 Wo.)AT | CH17 (8 Wo.)CH | UK31 (3 Wo.)UK | US1 ×2Doppelplatin · (46 Wo.)US                                                                                                   | Erstveröffentlichung: 18. Februar 1997 Verkäufe: + 2.615.000  |
| 1999 | The Distance to Here      | DE13 (7 Wo.)DE | AT11 (6 Wo.)AT | CH47 (2 Wo.)CH | UK56 (2 Wo.)UK | US4 Platin · (26 Wo.)US | Erstveröffentlichung: 5. Oktober 1999 Verkäufe: + 1.450.000   |
| 2001 | V                         | DE17 (5 Wo.)DE | AT24 (7 Wo.)AT | CH37 (5 Wo.)CH | UK80 (1 Wo.)UK | US22 (8 Wo.)US | Erstveröffentlichung: 18. September 2001 Verkäufe: + 147.500  |
| 2003 | Birds of Pray             | DE43 (4 Wo.)DE | AT27 (5 Wo.)AT | CH71 (2 Wo.)CH | — | US28 (19 Wo.)US | Erstveröffentlichung: 20. Mai 2003 Verkäufe: + 117.500        |
| 2006 | Songs from Black Mountain | DE73 (1 Wo.)DE | AT66 (3 Wo.)AT | CH73 (2 Wo.)CH | — | US52 (3 Wo.)US | Erstveröffentlichung: 6. Juni 2006                            |
| 2014 | The Turn                  | — | — | — | — | US133 (1 Wo.)US | Erstveröffentlichung: 28. Oktober 2014                        |

### Livealben
- 2008: Live at the Paradiso – Amsterdam

### Kompilationen
| Jahr | Titel              | Höchstplatzierung, Gesamtwochen, AuszeichnungChartsChartplatzierungen (Jahr, Titel, Platzierungen, Wochen, Auszeichnungen, Anmerkungen) | Anmerkungen                                               |
| Jahr | Titel              | US | Anmerkungen                                               |
| ---- | ------------------ | --- | --------------------------------------------------------- |
| 2004 | Awake: The Best of | US65 (3 Wo.)US | Erstveröffentlichung: 2. November 2004 Verkäufe: + 30.000 |

Weitere Kompilationen
- 2007: Radiant Sea: A Collection of Bootleg Rarities and Two New Songs

### EPs
- 1990: Divided Mind, Divided Planet
- 1991: Four Songs
- 2018: Local 717

### Singles
| Jahr | Titel Album                            | Höchstplatzierung, Gesamtwochen, AuszeichnungChartplatzierungen (Jahr, Titel, Album, Platzierungen, Wochen, Auszeichnungen, Anmerkungen) | Höchstplatzierung, Gesamtwochen, AuszeichnungChartplatzierungen (Jahr, Titel, Album, Platzierungen, Wochen, Auszeichnungen, Anmerkungen) | Höchstplatzierung, Gesamtwochen, AuszeichnungChartplatzierungen (Jahr, Titel, Album, Platzierungen, Wochen, Auszeichnungen, Anmerkungen) | Höchstplatzierung, Gesamtwochen, AuszeichnungChartplatzierungen (Jahr, Titel, Album, Platzierungen, Wochen, Auszeichnungen, Anmerkungen) | Anmerkungen                              |
| Jahr | Titel Album                            | DE | AT | UK | US | Anmerkungen                              |
| ---- | -------------------------------------- | --- | --- | --- | --- | ---------------------------------------- |
| 1994 | Selling the Drama Throwing Copper      | DE89 (4 Wo.)DE | — | UK30 (3 Wo.)UK | US43 (19 Wo.)US | Erstveröffentlichung: Februar 1994       |
| 1994 | I Alone Throwing Copper                | — | — | UK48 (4 Wo.)UK | — | Erstveröffentlichung: 22. Mai 1994       |
| 1994 | Lightning Crashes Throwing Copper      | — | — | UK33 (2 Wo.)UK | — | Erstveröffentlichung: 24. September 1994 |
| 1994 | All Over You Throwing Copper           | — | — | UK48 (2 Wo.)UK | — | Erstveröffentlichung: 5. Dezember 1994   |
| 1997 | Lakini’s Juice Secret Samadhi          | — | — | UK29 (2 Wo.)UK | — | Erstveröffentlichung: 27. Januar 1997    |
| 1997 | Freaks Secret Samadhi                  | — | — | UK60 (2 Wo.)UK | — | Erstveröffentlichung: 4. Mai 1997        |
| 1997 | Turn My Head Secret Samadhi            | — | AT36 (1 Wo.)AT | — | — | Erstveröffentlichung: 1997               |
| 1999 | The Dolphin’s Cry The Distance to Here | — | — | UK62 (2 Wo.)UK | US78 (10 Wo.)US | Erstveröffentlichung: 24. August 1999    |
| 2003 | Heaven Birds of Pray                   | — | — | — | US59 (20 Wo.)US | Erstveröffentlichung: 7. April 2003      |

Weitere Singles
- 1991: Operation Spirit (The Tyranny of Tradition)
- 1992: Pain Lies on the Riverside
- 1992: The Beauty of Gray
- 1995: White, Discussion
- 1997: Rattlesnake
- 2000: Run to the Water
- 2000: They Stood Up for Love
- 2001: Simple Creed
- 2001: Overcome
- 2002: Forever May Not Be Long Enough
- 2003: Run Away
- 2003: Sweet Release
- 2004: We Deal in Dreams
- 2006: The River
- 2006: Mystery
- 2006: Wings
- 2009: Forever
- 2014: The Way Around Is Through
- 2018: Love Lounge
- 2018: Be a Giver, Man
- 2024: Lady Bhang (She Got Me Rollin')

## Auszeichnungen für Musikverkäufe
| Goldene Schallplatte - Australien - 2000: für die Single The Dolphin’s Cry - 2001: für das Album V - 2006: für das Album Songs from Black Mountain - Belgien - 1995: für das Album Throwing Copper - 2000: für das Album The Distance to Here - 2001: für das Album V - Kanada - 1999: für das Album Mental Jewelry - Neuseeland - 2001: für das Album V - 2003: für das Album Birds of Pray - Niederlande - 2001: für das Album Mental Jewelry - 2003: für das Album Birds of Pray - 2010: für das Album Live at the Paradiso – Amsterdam - 2010: für das Videoalbum Live At The Paradiso – Amsterdam - Schweden - 1997: für das Album Throwing Copper | Platin-Schallplatte - Australien - 2003: für das Album Birds of Pray - 2004: für das Album Awake: The Best of - 2013: für das Videoalbum Live At The Paradiso – Amsterdam - Kanada - 1999: für das Album The Distance to Here - Neuseeland - 1997: für das Album Secret Samadhi - Niederlande - 1996: für das Album Throwing Copper - 1997: für das Album Secret Samadhi - 2001: für das Album V | 2× Platin-Schallplatte - Australien - 1997: für das Album Secret Samadhi - 2000: für das Album The Distance to Here - Kanada - 1997: für das Album Secret Samadhi - Neuseeland - 2000: für das Album The Distance to Here - 2010: für das Album Awake: The Best of - 2022: für die Single Lightning Crashes - Niederlande - 2000: für das Album The Distance to Here 7× Platin-Schallplatte - Kanada - 1997: für das Album Throwing Copper - Neuseeland - 2000: für das Album Throwing Copper 10× Platin-Schallplatte - Australien - 2019: für das Album Throwing Copper |

Anmerkung: Auszeichnungen in Ländern aus den Charttabellen bzw. Chartboxen sind in ebendiesen zu finden.
| Land/RegionAuszeichnungen für Musikverkäufe (Land/Region, Auszeichnungen, Verkäufe, Quellen) | Gold       | Platin       | Verkäufe   | Quellen                       |
| -------------------------------------------------------------------------------------------- | ---------- | ------------ | ---------- | ----------------------------- |
| Australien (ARIA)                                                                            | 3× Gold3   | 17× Platin17 | 1.240.000  | aria.com.au                   |
| Belgien (BRMA)                                                                               | 3× Gold3   | —            | 75.000     | ultratop.be                   |
| Kanada (MC)                                                                                  | Gold1      | 10× Platin10 | 1.050.000  | musiccanada.com               |
| Neuseeland (RMNZ)                                                                            | 2× Gold2   | 14× Platin14 | 255.000    | aotearoamusiccharts.co.nz NZ2 |
| Niederlande (NVPI)                                                                           | 4× Gold4   | 5× Platin5   | 575.000    | nvpi.nl                       |
| Schweden (IFPI)                                                                              | Gold1      | —            | 40.000     | sverigetopplistan.se          |
| Vereinigte Staaten (RIAA)                                                                    | —          | 12× Platin12 | 12.000.000 | riaa.com                      |
| Vereinigtes Königreich (BPI)                                                                 | Gold1      | —            | 100.000    | bpi.co.uk                     |
| Insgesamt                                                                                    | 15× Gold15 | 58× Platin58 |            |                               |